# DuckTales 2
DuckTales 2 (jap. ダックテイルズ2 Dakku Teiruzu 2) – komputerowa gra platformowa wyprodukowana i wydana w 1993 roku przez firmę Capcom. Została wydana na konsole Nintendo Entertainment System i Game Boy. Jest to sequel gry DuckTales oraz adaptacja serialu animowanego Kacze opowieści.

## Fabuła
Akcja gry rozpoczyna się, kiedy Hyzio biegnie do wujka Sknerusa z podartym kawałkiem papieru, który jest kawałkiem mapy sporządzonej przez Fergusa McKwacza, ojca Sknerusa. Zainspirowany odkryciem ukrytego skarbu Fergusa, Sknerus wyrusza w podróż, aby odnaleźć zaginione kawałki mapy. Rywal Sknerusa Granit Forsant także wyrusza w podróż w poszukiwaniu zaginionego skarbu McKwaczów.
W czasie wędrówki Sknerus odwiedza wodospad Niagara, statek piracki w Trójkącie Bermudzkim, zaginiony kontynent Mu ("Tajemnicza wyspa" w japońskiej wersji), Egipt oraz Szkocję, gdzie na końcu każdego poziomu czeka na niego boss, a po jego pokonaniu otrzymuje skarb oraz kawałek mapy. Po zaliczeniu wszystkich poziomów, Tasia zostaje porwana przez Granita Forsanta, gdzie trzyma ją na statku pirackim w Trójkącie Bermudzkim. Sknerus przybywa na miejsce i oddaje skarby Forsantowi. Na koniec czeka finałowa walka z robotem o nazwie D-1000, uratowanie Tasii oraz ucieczka z tonącego statku.